# Birk Ruud
Birk Ruud (ur. 2 kwietnia 2000 w Bærum) – norweski narciarz dowolny, specjalizujący się w slopestyle’u i big air, mistrz olimpijski i pięciokrotny medalista mistrzostw świata.

## Kariera
Po raz pierwszy na arenie międzynarodowej pojawił się w 2015 roku, startując na mistrzostwach świata juniorów w Chiesa in Valmalenco, gdzie zajął 16. miejsce w half-pipie, a w slopestyle’u wywalczył brązowy medal. Rok później zdobył złoty medal w slopestyle’u podczas igrzysk olimpijskich młodzieży w Lillehammer. 
W zawodach Pucharu Świata zadebiutował 24 stycznia 2016 roku w Mammoth Mountain, zajmując 15. miejsce w slopestyle’u. Tym samym już w swoim debiucie zdobył pierwsze pucharowe punkty. Na podium zawodów tego cyklu po raz pierwszy stanął 24 marca 2017 roku w Voss, kończąc rywalizację w big air na drugiej pozycji. W zawodach tych uplasował się między dwoma rodakami: Christianem Nummedalem i Ferdinandem Dahlem. W sezonie 2021/2022 zwyciężył w klasyfikacji generalnej OPP, był drugi w klasyfikacji slopestyle’u i trzeci w klasyfikacji big air. Ponadto wygrywał klasyfikację Big air w sezonach 2019/2020 i 2020/2021, a w sezonach 2016/2017 i 2018/2019 był w niej drugi.
W 2017 roku wystartował na mistrzostwach świata w Sierra Nevada, zajmując piętnaste miejsce w slopestyle’u. Dwa lata później, na mistrzostwach świata w Park City wywalczył srebrny medal w slopestylu oraz zajął piąte miejsce w halfpipie i dwunaste w big airze. W międzyczasie podczas mistrzostw świata juniorów w Cardronie w 2018 roku zdobył brązowy medal w halfpipie.
W styczniu 2019 roku wywalczył złoty medal w konkurencji big air podczas Winter X Games 23 rozgrywanych w amerykańskim Aspen. Rok później podczas Winter X Games 24 zdobył srebrny medal również w big air.

## Osiągnięcia

### Igrzyska olimpijskie
| Miejsce | Dzień     | Rok  | Miejscowość | Konkurencja | Zwycięzca      |
| ------- | --------- | ---- | ----------- | ----------- | -------------- |
| 1.      | 9 lutego  | 2022 | Pekin       | Big air     | -              |
| 5.      | 16 lutego | 2022 | Pekin       | Slopestyle  | Alexander Hall |

### Mistrzostwa świata
| Miejsce | Dzień     | Rok  | Miejscowość   | Konkurencja | Zwycięzca        |
| ------- | --------- | ---- | ------------- | ----------- | ---------------- |
| 15.     | 19 marca  | 2017 | Sierra Nevada | Slopestyle  | McRae Williams   |
| 12.     | 2 lutego  | 2019 | Park City     | Big air     | Fabian Bösch     |
| 2.      | 6 lutego  | 2019 | Park City     | Slopestyle  | James Woods      |
| 5.      | 9 lutego  | 2019 | Park City     | Halfpipe    | Aaron Blunck     |
| 14.     | 12 marca  | 2021 | Aspen         | Halfpipe    | Nico Porteous    |
| 7.      | 13 marca  | 2021 | Aspen         | Slopestyle  | Andri Ragettli   |
| 12.     | 16 marca  | 2021 | Aspen         | Big Air     | Oliwer Magnusson |
| 1.      | 28 lutego | 2023 | Bakuriani     | Slopestyle  | –                |
| 3.      | 5 marca   | 2023 | Bakuriani     | Big Air     | Troy Podmilsak   |
| 1.      | 21 marca  | 2025 | Engadyna      | Slopestyle  | –                |
| 3.      | 29 marca  | 2025 | Engadyna      | Big Air     | Luca Harrington  |

### Puchar Świata

#### Miejsca w klasyfikacji generalnej
- sezon 2015/2016: 181.
- sezon 2016/2017: 17.
- sezon 2017/2018: 135.
- sezon 2018/2019: 24.
- sezon 2019/2020: 6.

Od sezonu 2020/2021 klasyfikacja generalna została zastąpiona przez klasyfikację Park & Pipe (OPP), łączącą slopestyle, halfpipe oraz big air.
- sezon 2020/2021: 10.
- sezon 2021/2022: 1.
- sezon 2022/2023: 1.
- sezon 2023/2024: 5.
- sezon 2024/2025: 11.

#### Miejsca na podium w zawodach
1. Voss – 24 marca 2017 (big air) – 2. miejsce
2. Voss – 25 marca 2017 (big air) – 1. miejsce
3. Modena – 4 listopada 2018 (big air) – 1. miejsce
4. Modena – 3 listopada 2019 (big air) – 2. miejsce
5. Pekin – 14 grudnia 2019 (big air) – 1. miejsce
6. Seiser Alm – 18 stycznia 2020 (slopstyle) – 1. miejsce
7. Deštné v Orlických horách – 29 lutego 2020 (big air) – 2. miejsce
8. Kreischberg – 8 stycznia 2021 (big air) – 1. miejsce
9. Chur – 22 października 2021 (big air) – 3. miejsce
10. Stubai – 20 listopada 2021 (slopestyle) – 1. miejsce
11. Tignes – 12 marca 2022 (slopestyle) – 1. miejsce
12. Silvaplana – 26 marca 2022 (slopestyle) – 1. miejsce
13. Chur – 21 października 2022 (big air) – 1. miejsce
14. Stubai – 19 listopada 2022 (slopestyle) – 1. miejsce
15. Copper Mountain – 16 grudnia 2022 (big air) – 1. miejsce
16. Laax – 22 stycznia 2023 (slopestyle) – 3. miejsce
17. Mammoth Mountain – 4 lutego 2023 (slopestyle) – 1. miejsce
18. Tignes – 18 marca 2023 (slopestyle) – 1. miejsce
19. Silvaplana – 25 marca 2023 (slopestyle) – 3. miejsce
20. Chur – 19 października 2023 (big air) – 3. miejsce
21. Copper Mountain – 16 grudnia 2023 (big air) – 3. miejsce
22. Laax – 21 stycznia 2024 (slopestyle) – 1. miejsce
23. Laax – 17 stycznia 2025 (slopestyle) – 1. miejsce
24. Aspen – 1 lutego 2025 (slopestyle) – 3. miejsce